# Liste des grands maîtres de l'ordre hospitalier du Saint-Esprit

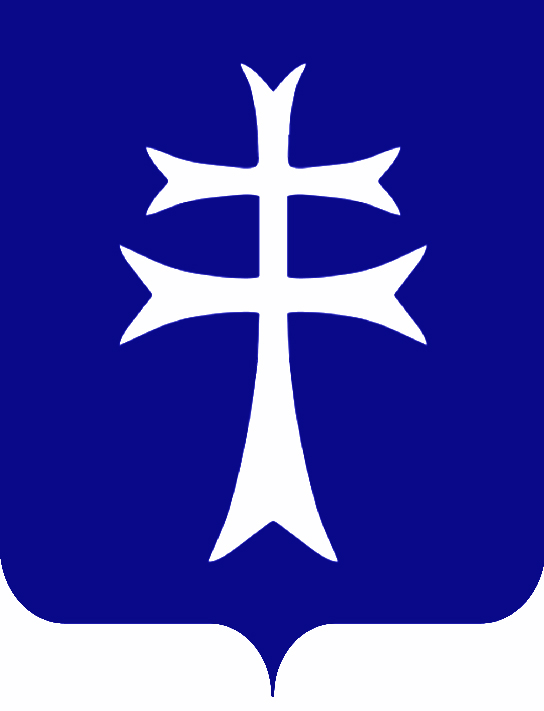
Blason de l'ordre hospitalier du Saint-Esprit au XIIe siècle

L’ordre des hospitaliers du Saint-Esprit (Ordo sancti Spiritus) connu aussi sous le nom de Frères hospitaliers (ou ordre du Saint Esprit de Montpellier) a été fondé à Montpellier vers 1180, par Gui de Montpellier dans le but d' « accueillir les enfants abandonnés, les pauvres et les malades ». L'ordre a été reconnu officiellement par le pape Innocent III le 23 avril 1198.

## Liste des grands maîtres de Rome
La liste qui suit est celle des grands maîtres de Rome uniquement. Les grands maîtres de la branche française des XVIIe et XVIIIe siècles n'y figurent pas.
Cette nomenclature a été dressée :
- grâce à l'Histoire de l'Ordre Hospitalier du Saint-Esprit de Paul Brune. Éditeur: C. Martin; 1892
- grâce à l'ouvrage de Pierre Saulnier (chap. V, argum. V, p. 31 à 38) ;
- à partir du numéro 61 du catalogue rédigé par M. Gattoni, archiviste de l'hospice San-Spirito.

1. Gui de Montpellier, grand maître en 1198, mort en 1208. 
2. Cynthius 
3. Bernard, avant 1224. 
4. Accurimbonus, avant 1255. 
5. Jean, avant 1272. 
6. Paul
7. Raymond de Trebi
8. Simtius 
9. Sylvestre 
10. Jean II, avant 1290. 
11. Ventura, avant 1292.
12. Simon Orsini, avant 1295. 
13. Jacques, 1328-1348. 
14. Jean de Luca, mort avant 1358. 

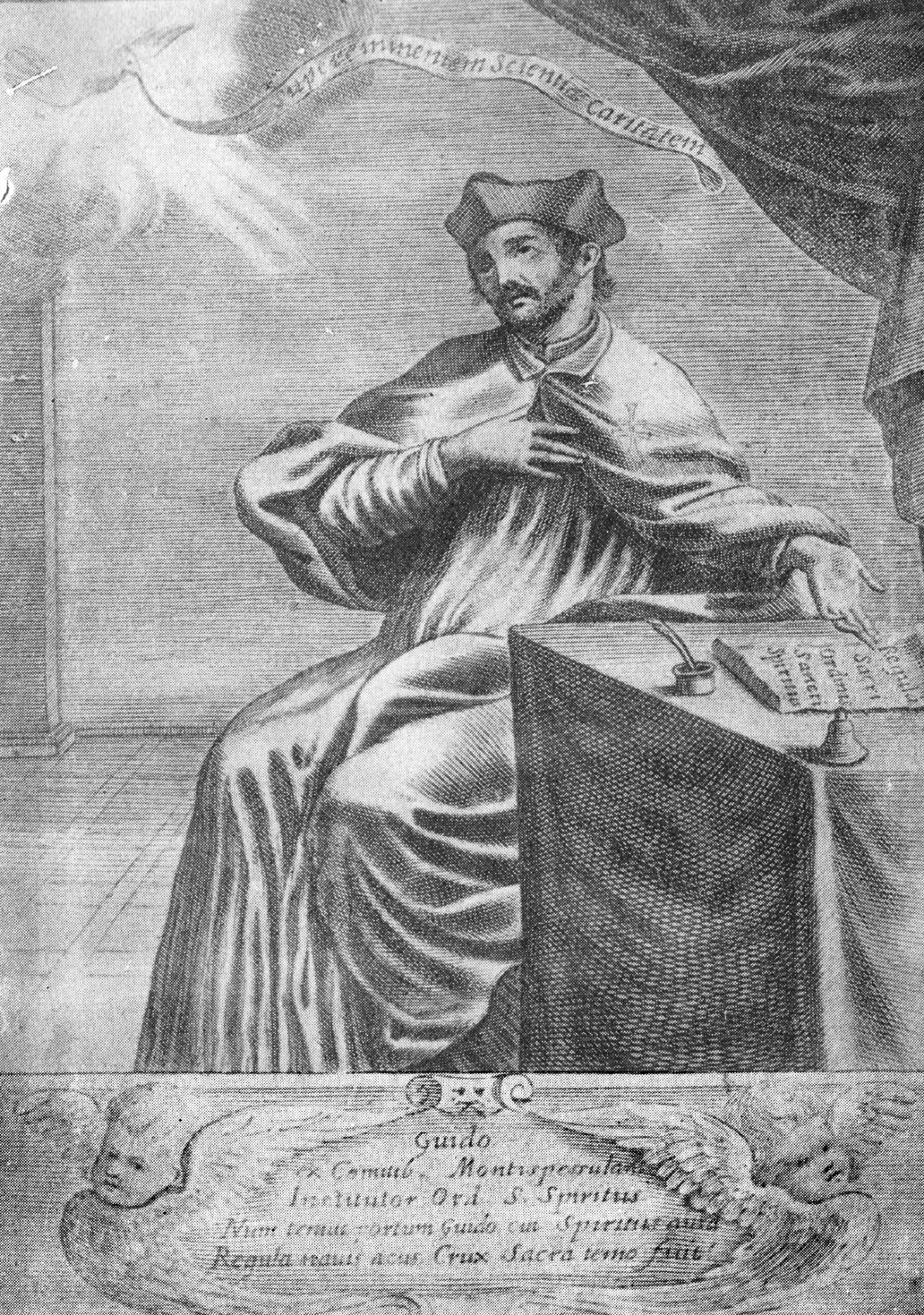
Gui de Montpellier, fondateur et 1er grand maître de l'ordre de 1198 à 1208

15. Gilles de Horto, mort avant 1390. 
16. Pierre de Horto, mort en 1397. 

17. Jean de Mallotiis de Magistris, mort en 1307. 

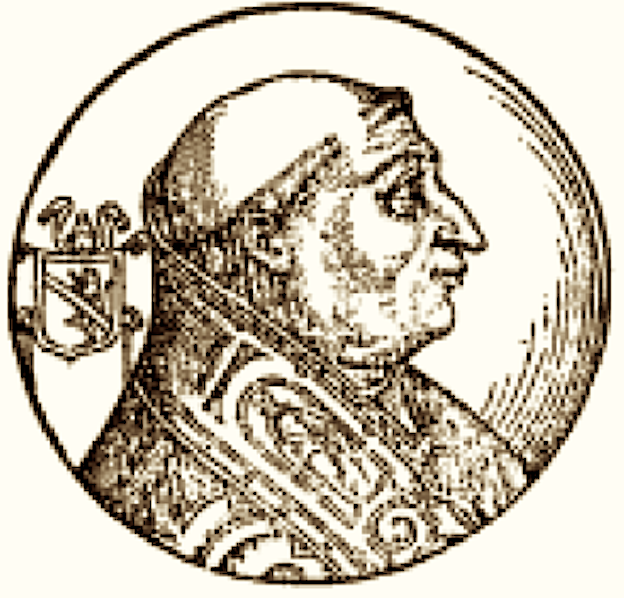
Le pape Paul II, maître de l'ordre jusqu'en 1447

18. Conrad de Trivio, mort avant 1409. 
19. Lellutius de Castro s. Helia, mort en 1422. 
20. Venturellus de Corneto, mort en 1424. 
21. Jean deTricario, évêque de Ferentino avant 1429. 
22. Barontus de Pistorio, mort avant 1440. 
23. Pierre Barbo, évêque de Vicence en 1444, puis pape (Paul II) en 1464. 
24. Pierre Mathei de Capoccinis, 1447-1477. 
25. Innocent de Flavis de La Rovère, mort en 1484. 
26. Pie de Médicis de la Rovère, 1488, mort avant 1495. 
27. Constant Guillelmi, mort en 1495. 
28. Gratien de Villeneuve, mort en 1497. 
29. Benoit de Senis, mort après 1501. 
30. Gabriel de Saus de Saona, mort en 1505. 
31. Albertino de La Rovère, 1513. 
32. Hilarionde Philippis, mort en I514. 
33. Alexandre de Neronibus, mort en 1525. 
34. Cosme Tornaboni, mort avant 1530 
35. Léonard Bonafide, résigna en 1530. 
36. Charles Arioste, évêque d'Acerra en 1533. 
37. Jean Pierre de Sanctis, évêque de Castellana en 1535. 
38. François de Landis, mort en 1545. 
39. Pierre de Sancto Carpino, gouverneur général pendant la vacance. 
40. Alexandre Guidiccioni, 1546, mort en avant 1553. 
41. Giacomo Simonetta, cardinal en 1554. (sur Catholic Hierarchy: 
42. Antoine Lombblini, mort en 1556. 
43. François Capelu, mort en 1556. 
44. Bernardin Cyrilli, d'Aquila, 1556-1575.
45. Thésée Aldobrandi, mort en 1582. 

46. Jean-Baptiste Ruino, mort en 1586. 

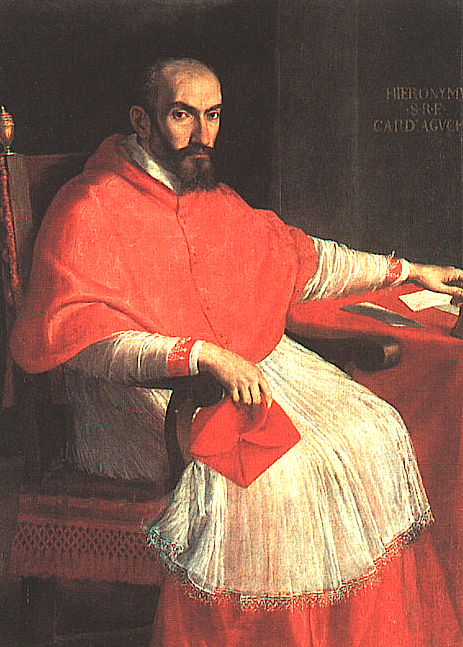
Le cardinal Agucchi, maître, au début du XVIe siècle, peint par Domenichino, 1605, La Galerie des Bureaux, Florence

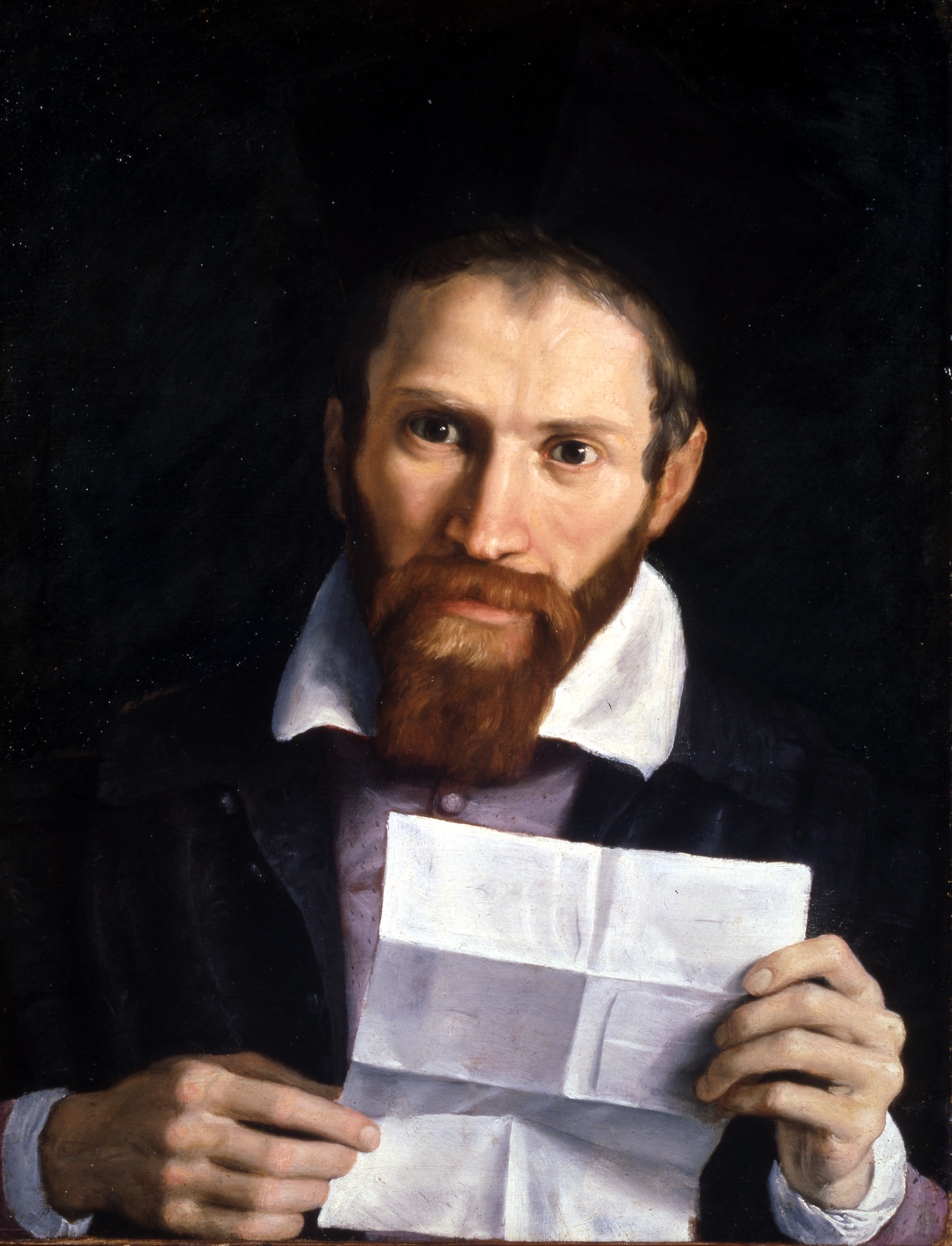
Autre portrait du cardinal Agucchi, maître, peint par Domenichino

47. Antoine Meliori d'Aquaviva, évêque de S. Marco en 1591. 
48. Michel Mercati, mort en avant d'avoir pris possession. 
49. Auguste Fivisani, mort en 1594. 
50. Saluste Taurusi, archevêque de Pise en 1600. 
51. Jules de Angelis, 1602. 
52. Girolamo Agucchi, cardinal en 1604. Sur Catholic hierarchy: 
53. Octave d'Esté, mort en 1605. 

54. Pietro Campori, cardinal en 1616 puis évêque de Cremone en 1621.  

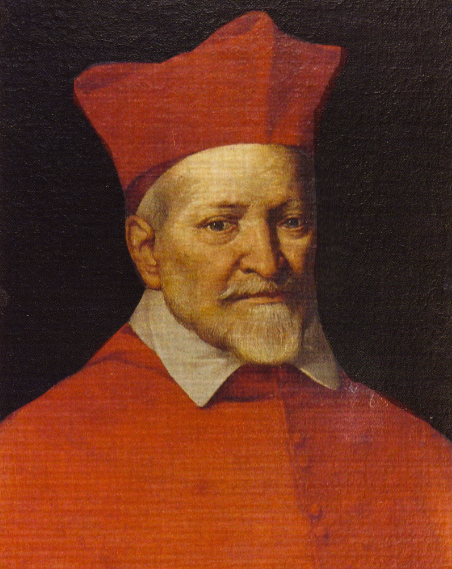
Le cardinal Campori, maître de l'ordre

55. Evangelista Tornioli, évêque de Tiffernato en 1621. 
56. Balthasar Bologneti, évêque de Nicastro en 1624. 
57. Raphaël lnvitiati, mort en 1624. 
58. Joseph Anselmi, mort en 1630. 
59. César Racagni, mort en 1647. 
60. Étienne Vaius, mort en 1650. 
61. Jérôme Lanuvius, résigna en 1654. 
62. Charles Antoine Dondini, démissionnaire en 1660. 
63. Virgile Spada, mort en 1662. 
64. François-Marie Phœbbus, mort en 1680. 
65. François-Marie Antaldi, mort en 1681. 

66. Bandino Panciatici, patriarche de Jérusalem en 1685, cardinal en 1690.  

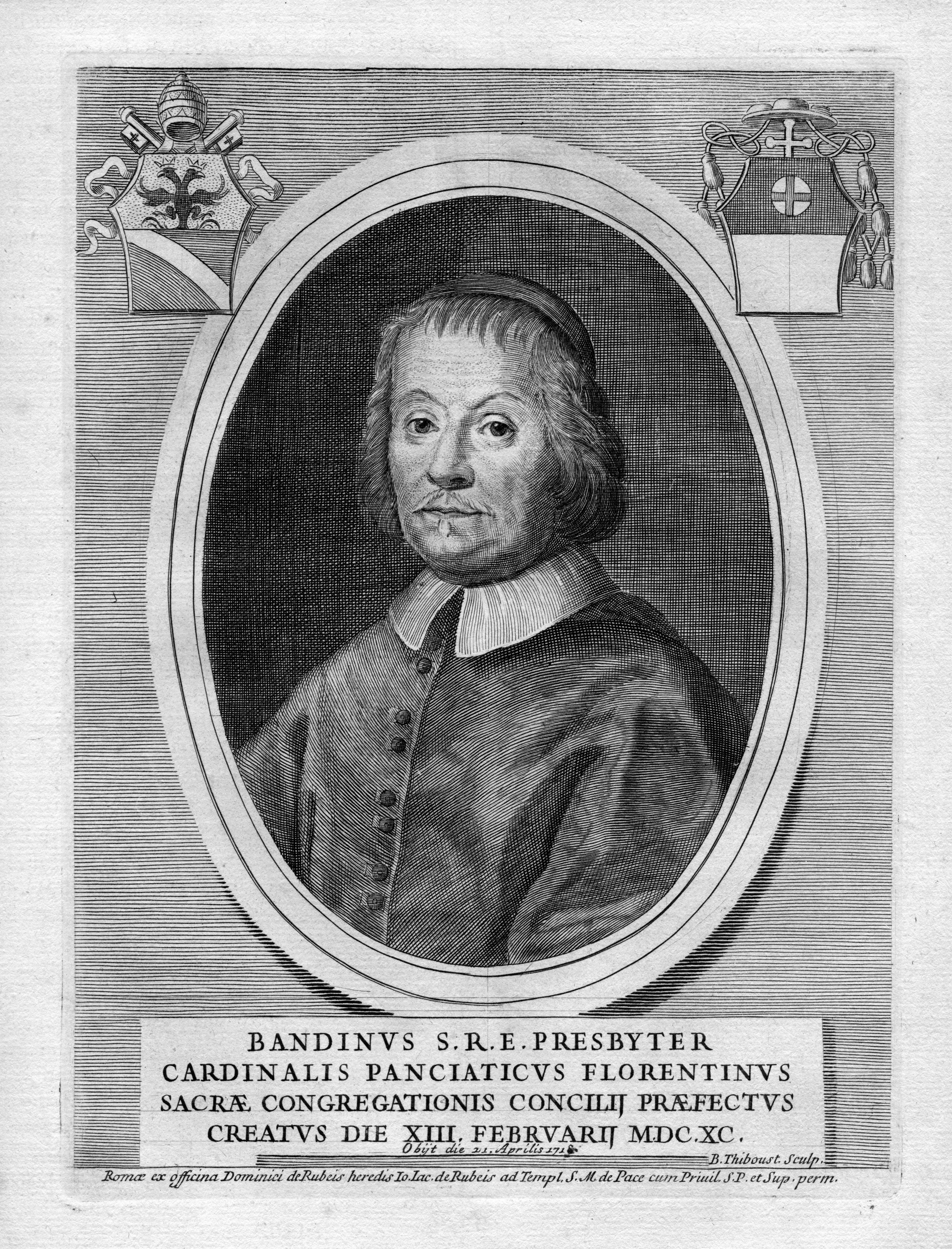
Le cardinal Panciatici, maître de l'ordre

67. Jan Kazimierz Denhoff, Polonais, cardinal en 1686.  

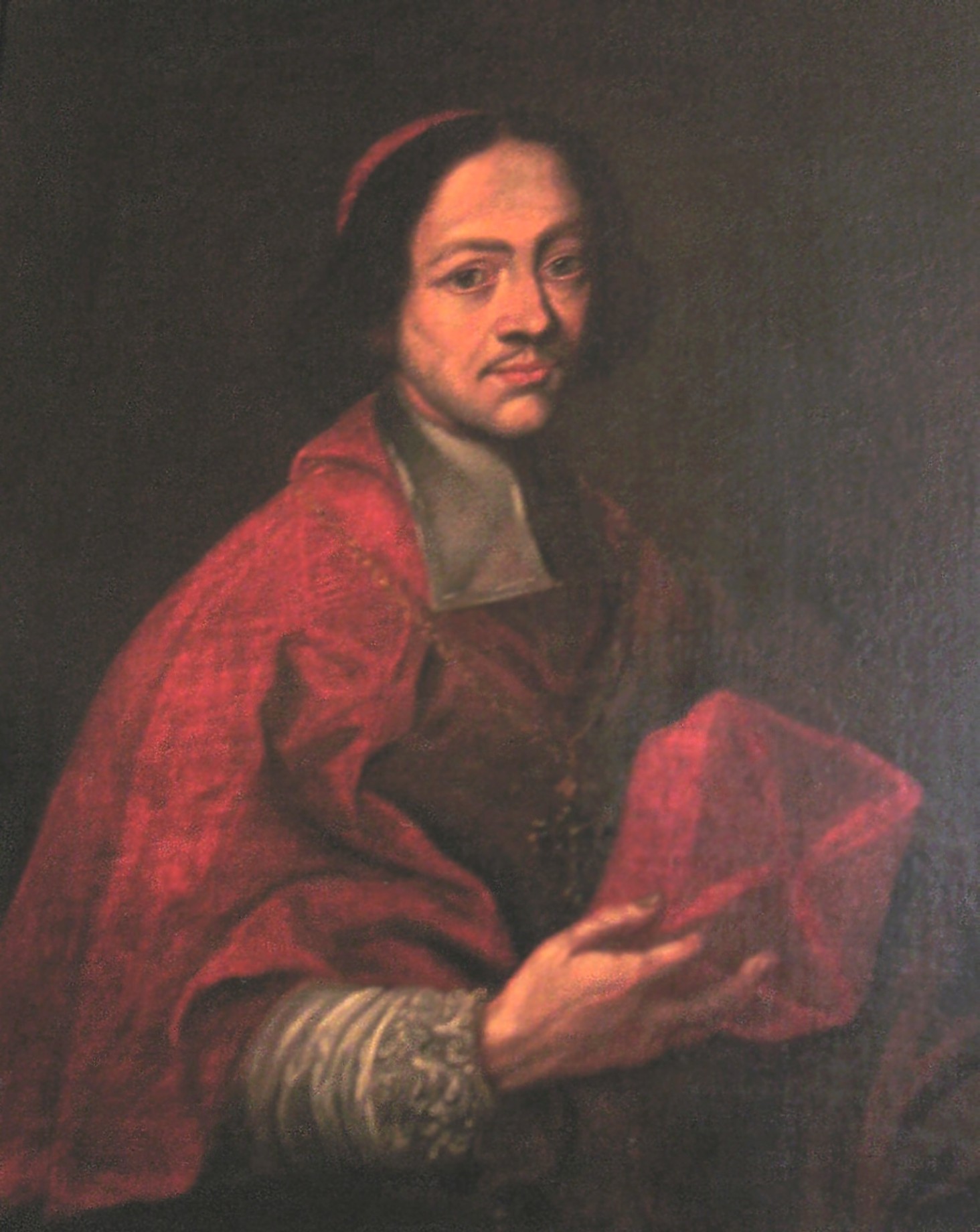
Le cardinal Denhoff, maître de l'ordre

68. Giambattista Spinola (Jr.), nommé en 1688, démissionnaire en 1689, cardinal en 1695 
69. Bernardin Casali, mort en 1713 
70. Giorgio Spinola, coadjuteur du précédent en 1706, démissionne en 1711; cardinal en 1719. 
71. Sinibaldo Doria, 1721 et cardinal et archevêque de Bénévent en 1731. 
72. Zozimb Vaughaki, mort en 1729. 
73. Pierre de Carolis, mort en 1744. 
74. Antoine-Marie Pallavicini, nommé en 1749. 
75. Jean-Octave Buffalini, mort en 1754. 
76. Antonio Maria Erba-Odescalchi, de 1754 à 1758, cardinal en 1759. 
77. Giuseppe Maria Castelli, 1758 à 1759, cardinal. 
78. Louis Cauno, 1759-1766. 
79. Jean Potenziani, mort en 1775. 
80. Romoaldo Guidi, 1770-1778, cardinal en 1780. 
81. Ippolito-Antonio Vincenti-Mareri, 1778, cardinal en 1795. 
83. François Caffarelli, 1778, mort la même année. 
84. Dominique Sampieri, 1778-1784. 
84. François de Albitiis, mort en 1796. 
85. Giovanni Castiglione, 1796, cardinal en 1801. 
86. Antonio Pallotta, 1814, cardinal en 1823. 
87. Cesare Guerrieri Gonzaga, 1816, démis la même année et cardinal en 1819. 
88. Ercole Dandini, 1816, cardinal en 1823. 

89. Luigi Gazzoli, 1823, cardinal en 1831.  

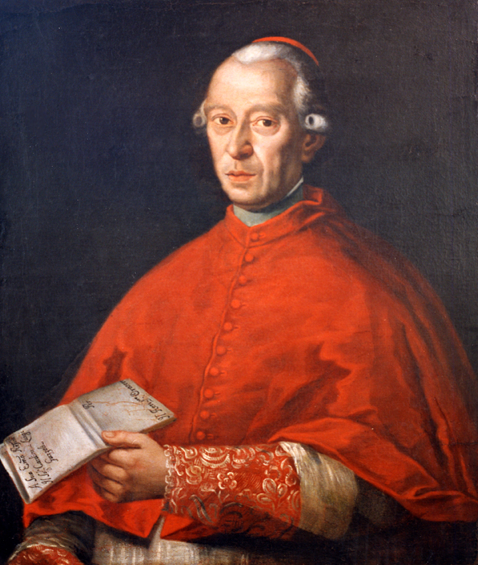
Le cardinal Gazzoli, maître de l'ordre

90. Antoine Cioja, 1829, démissionnaire en 1844, moyennant une pension de 100 écus, mort en 1851. 

## Liste des visiteurs et vicaires généraux
1288 — Frère Jean Monette, Recteur d'Auray (Dip/om., II, 370). 
1296 — F. Étienne de Malans (R. de Besançon). — Dépendances de Besançon et Dijon. 
1326 — F. Pierre de lyon (Bes.) — Allemagne, Bohème, Pologne, Hongrie, France, Angleterre (A. Castan, II, 195). 
1359 — F. Barthélémy de St Oybnd (Bes.) — Bourgogne et Lorraine (Ibid.), 
1427 — F. Lambblet Vernier (Bes.) — Pays ultramontains de langue française (Ibid,). 
1462 — F. Jodocus de Baden. — Visit. gén. et réformat, de Berne, Steffansfeld, Lausanne, et des maisons d'Allemagne (Arch. rom. lib. 23). 
1482 — F. Guillaume de Bercy (Bes.) — France, Bourgogne, Lorraine (A. Castan, II, 196). 
14.. — F. Nasson. — France, Bourgogne, Lorraine {Arçh. rom.f 1. 24). 
1498 — F. Bernard de Lascovas. — Espagne {Ibid., lib. rub., f> 128J. 
1498 — F, prieur de Steffeit, continué pour Tauem. supérieure {Ibid.y f* 191). 
1499 — F. Guillaume de Bercy (2e fois). — Bourgognes, Lorraine, Alsace (Ibid,^ 1. A., f' 2). 
1514 — P. Jean de Herbena (Aix). — Visiteur général (7h'tf., I. G. f»65). 
1516 — F. Philippe Mulart (Dijon). — Angleterre, Irlande, pendant 3 ans. (Ibid.<, 1. E, f^ i8)« 
1516 — Le même. — Commission étendue à la France. (Ibid., 1. E,f>24). 
1516 — F. Thomas Michelot (Bes.). — Comté de Bourgogne. (Ibid.,l. E, fM8v«). 
1518 — Le même - Évêchés de Flandre, Belgique, Bourgogne, (/Wi.,l.E, fo!46). 
1520 — Le même et Philippe Mulart. — Bourgognes, Brabant, Hollande, Zélande, Flandre, Hanovre, Picardie, évêchés de Cambrai, Thérouanne, Arras, Tournay, Cologne, Reims, Besançon et suffragants, pour 2 ans (Ibid. 1. £, f°. 268). 
15J0 — F. Jean, (Toul) — Bourgogne, Lorraine (Ibid., 1. ) 
1567 — F. Claude Buffet, le jeune (Bes.) — Régions ultramontaines (7Wi., 1. Q, f° 50) 
1595 — F. Henri Grosskopff (Steffansfeld). - Allemagne (id.,1. X,f IJ7). 
1595 — F. Melchior de la Vallée.— France, Allemagne, Pologne. 
159. — F. François Quesada. — Espagne (Saulnier, p. ). 
159. — F. Henri Treffard (Bes.). — Parties ultramontaines (A. Castan, II, 198). 
1615 — F. Claude Nazey. — W. (Ibid.) 
1615 — F. Claude Pécaud. - W., (Ibid.) 
1659 — F. Jean-Jacques Despoutot. — W., (Ibid.) 
1678 — F.Denis Beuque. Jtf., (Ibid.)